# Josh Payne (labdarúgó)
Joshua James "Josh" Payne (Basingstoke, 1990. november 25. –) angol labdarúgó, aki jelenleg a West Ham Unitedben játszik.

## Pályafutása
Payne a 2008/09-es szezonra a West Ham United ificsapatának kapitánya lett, majd 2008. szeptember 24-én kölcsönben a Cheltenham Townhoz igazolt, ahol három hónapig maradt. Átigazolása után három nappal már pályára is lépett a csapatban, egy Stockport County FC elleni mérkőzésen, ahol gólt is szerzett. Összesen 11 bajnoki mérkőzésen lépett pályára a Cheltenhamnél.
2008 decemberében tért vissza a West Ham Unitedhez. A Premier League-ben 2009. március 21-én kapott először lehetőséget, a Blackburn Rovers ellen. A 90. percben váltotta Diego Tristánt.

## Külső hivatkozások
- Josh Payne pályafutásának statisztikái a Soccerbase oldalon (angolul)

- Josh Payne adatlapja a West Ham United honlapján